# 넥스틸
넥스틸(영어: Nexteel)은 대한민국의 강관 제조 기업이다. 본사는 경상북도 포항시 남구 대송면 송덕로212번길 195에 위치해 있으며 대표이사는 홍성만이다. 한국의 강관 4대 기업 중 하나로 미국으로 주요 수출하고 있으며 한국 용접강관 대미 수출 점유율은 16.7%이다.

## 사업
미국 텍사스주 휴스턴에 강관 생산 공장을 보유하고 있다.
미국석유협회인증(API) 유정관(OCTG Pipe), 송유관(Line Pipe)을 제조하여 미국 등에 판매한다.

## 상장
2023년 8월 21일 하나증권을 주관사로 공모가 1만 1,500원(희망 공모가 밴드 1만 1,500~1만 2,500원)에 코스피 시장에 상장하였다. 실적 피크아웃에도 공모가가 적절히 할인된 가격이 아니라는 지적이 있다. 하나증권이 넥스틸 기업공개로 떠안은 넥스틸 주식(7% 지분)을 전량 매도하고 53억원의 손실을 입었다.
2021년 아주IB투자와 원익투자파트너스가 설립한 특수목적법인 넥스틸홀딩스는 상장을 통해 385억원(주당 3100원)을 회수하였다.

## 논란
3천억원이 넘는 이익잉여금에도 자본잉여금을 전환해 배당을 실시해 지분 절반 이상을 보유한 박효정 대표에 대한 특혜에 대한 논란이 일고 있다.

## 같이 보기
- 휴스틸
- 세아제강
- 동양철관
- 유에스티

## 참고문헌
1. ↑  “이원재, 한국IR협의회 기업리서치센터 기술분석보고서-넥스틸” (PDF). 《한국IR협의회》. 2024년 4월 16일. 2025년 4월 9일에 확인함.
2. ↑  “안회수, LS증권 Company 탐방노트 넥스틸” (PDF). 《LS증권》. 2024년 6월 20일. 2025년 4월 9일에 확인함.
3. ↑  “이지운 넥스틸, 트럼프 철강 관세 부과… 미 현지 공장 보유 부각”. 《머니에스》. 2025년 2월 11일. 2025년 4월 9일에 확인함.
4. ↑  “넥스틸, 美 알래스카 LNG 사업 참여 요청…퀀텀 점프 기회 잡는다”. 《아시아경제》. 2025년 3월 4일. 2025년 4월 9일에 확인함.
5. ↑  “넥스틸 상장시킨 하나증권… 원치 않게 3대주주 됐는데 주가는 공모가 아래”. 《조선비즈》. 2023년 9월 8일. 2025년 4월 9일에 확인함.
6. ↑  “넥스틸, 피크아웃 알고 상장…공모가 적절했나”. 《탑데일리》. 2023년 9월 12일. 2025년 4월 9일에 확인함.
7. ↑  “배정철, 넥스틸 IPO에 물린 하나증권, 주식 전량 매도..53억원 손실”. 《한국경제》. 2023년 12월 19일. 2025년 4월 9일에 확인함.
8. ↑  “시그널 넥스틸 “상장 통해 글로벌 톱티어 종합 강관회사 도약””. 《서울경제》. 2023년 8월 2일. 2025년 4월 9일에 확인함.
9. ↑  “김진배, 락업 풀린 아주IB-원익투자, ‘넥스틸’로 두배 버나?”. 《딜사이트》. 2023년 9월 13일. 2025년 4월 9일에 확인함.
10. ↑  “정준우, 넥스틸, 잉여금 두고 자본금 전환해 ‘배당’…최대주주 특혜 의혹”. 《IB토마토》. 2023년 12월 12일. 2025년 4월 9일에 확인함.